# Yeah! Yeah! Die! Die! Death Metal Symphony in Deep C
Yeah! Yeah! Die! Die! Death Metal Symphony in Deep C ist das sechste Studioalbum von Waltari. Es verbindet Death Metal mit klassischer Musik und wurde als Bühnenshow konzipiert.

## Entstehung
Die Idee zu dem Projekt hatte Waltari-Sänger Kärtsy Hatakka im Jahr 1992. Im Folgejahr komponierte er einen Großteil der Symphonie. Ende 1994 kam Hatakka mit Riku Niemi in Kontakt, einem finnischen Dirigenten und Komponisten. Hatakka stellte seine Komposition fertig und Niemi arrangierte diese für das Orchester. Die Uraufführung fand am 22. August 1995 auf dem Festival Taiteiden Yö in Helsinki – zusammen mit dem von Niemi geleiteten Avanti! Symphony Orchestra – statt. Das Studioalbum entstand Ende 1995 und wurde 1996 veröffentlicht.
Eine zweite Aufführung fand 1997 in Turku zusammen mit dem Turku Symphony Orchestra statt.

## Inhalt
Erzählt wird die Geschichte eines gewissen John Doe (gesungen von Kärtsy Hatakka), dessen Leben von Maschinen bzw. einem Computer-Gehirn (gesungen von Tomi Koivusaari) gesteuert wird. Mit Hilfe eines Engels (gesungen von Eeva-Kaarina Vilke) kann er sich befreien, fühlt sich jedoch ohne die kontrollierende Kraft verloren und beschließt, das Computer-Gehirn zu retten. Am Ende vereinbaren alle, sich in Luft aufzulösen und in den Seiten des Internets zu verschwinden.

## Titelliste
1. Part 1 Misty Dreariness 7:41
2. Part 2 A Sign 8:33
3. Part 3 Deeper into the Mud 4:57
4. Part 4 The Struggle for Life and Death of 'Knowledge' 3:35
5. Part 5 Completely Alone 12:08
6. Part 6 Move 4:45
7. Part 7 Time, Irrelevant 7:56
8. Part 8 The Top 6:06
9. How Long Can U Go? (bonus track)